# Épisodes de Dante's Cove
Cet article présente la liste des épisodes de la série télévisée américaine Dante's Cove.

## Distribution
- William Gregory Lee : Ambrosius "Bro" Vallin
- Tracy Scoggins : Grace Neville
- Gregory Michael : Kevin Archer
- Charlie David : Toby Moraitis
- Nadine Heimann : Van (saisons 1 et 2, apparitions dans la saison 3 par stock-shot)
- Josh Berresford : Cory Dalmass (saison 1, récurrent dans la saison 2)
- Boo Boo Stewart : Stephen (saison 1, récurrent dans la saison 2)
- Zara Taylor : Amber (saison 1)
- Rena Riffel : Tina (saison 1)
- Stephen Amell : Adam (saison 1)
- Jon Fleming : Adam (saisons 2 et 3)
- Thea Gill: Diana Childs (saisons 2 et 3)
- Erin Cummings : Michelle (saison 2)
- Jill Bennett : Michelle (saison 3)
- Gabriel Romero : Marco Laveau (saison 2, récurrent dans la saison 3)
- Michelle Wolff : Brit (saison 3, récurrente dans la saison 2)
- German Santiago : Kai (saison 2)
- Jensen Atwood : Griff (saison 3)
- Jenny Shimizu : Elena (saison 3)
- Reichen Lehmkuhl : Trevor (saison 3)

## Épisode pilote (2004)
- l'épisode pilote de la série est tourné au format 4/3, alors que la série elle-même est tournée en 16/9. Il n'a jamais été diffusé, mais a fait l'objet d'une édition en DVD à l'occasion de la sortie en coffret de l'intégrale de la série.
- la distribution est légèrement différente de celle de la série : c'est Kavan Reece qui joue le rôle de Toby, Jill Bennett celui de Grace, Ben Crowley qui interprète Cory, et Stephanie Arellano qui joue Van.
- « Dante's Cove Unaired Pilot » (présentation de l'œuvre), sur l'Internet Movie Database

## Première saison (2005)

### Épisode 1:In the Beginning
- États-Unis : 7 octobre 2005

Dante's Cove, 1840, une île paradisiaque dans les Caraïbes. Grace, une puissante sorcière, surprend son fiancé Ambrosius Vallin en galante compagnie, et décide de l'enfermer pour l'éternité.
165 ans plus tard, Kevin rejoint son compagnon Toby à Dante's Cove pour fuir la maison de ses parents. Kevin veut commencer une nouvelle vie à l'hôtel Dante, la pension de famille où loge Toby.
Au cours d'une fête donnée à l'hôtel Dante, Kevin découvre dans la cave une trappe cadenassée. Il finit par venir à bout de la fermeture, et découvre un vieillard enchaîné dans ce qui semble être une prison rudimentaire. Accidentellement, il libère Ambrosius du sortilège de Grace. Dante's Cove vit ses dernières heures de tranquillité...
- « In the Beginning » (présentation de l'œuvre), sur l'Internet Movie Database

### Épisode 2:Then There Was Darkness
- États-Unis : 4 novembre 2005

...
- « Then There Was Darkness » (présentation de l'œuvre), sur l'Internet Movie Database

## Deuxième saison (2006)

### Épisode 1:It's a Kind of Magic
- États-Unis : 1er septembre 2006

...
- « It's a Kind of Magic » (présentation de l'œuvre), sur l'Internet Movie Database

### Épisode 2:Playing with Fire
- États-Unis : 15 septembre 2006

...
- « Playing with Fire » (présentation de l'œuvre), sur l'Internet Movie Database

### Épisode 3:Come Together
- États-Unis : 1er octobre 2006

...
- « Come Together » (présentation de l'œuvre), sur l'Internet Movie Database

### Épisode 4:Spring Forward
- États-Unis : 15 octobre 2006

...
- « Spring Forward » (présentation de l'œuvre), sur l'Internet Movie Database

### Épisode 5:The Solstice
- États-Unis : 7 octobre 2006

...
- « The Solstice » (présentation de l'œuvre), sur l'Internet Movie Database

## Troisième saison (2007)

### Épisode 1:Sex and Death (and Rock and Roll)
- États-Unis : 19 octobre 2007

...
- « Sex and Death (and Rock and Roll) » (présentation de l'œuvre), sur l'Internet Movie Database

### Épisode 2:Blood Sugar Sex Magik
- États-Unis : 9 novembre 2007

...
- « Blood Sugar Sex Magik » (présentation de l'œuvre), sur l'Internet Movie Database

### Épisode 3:Sexual Healing
- États-Unis : 23 novembre 2007

...
- « Sexual Healing » (présentation de l'œuvre), sur l'Internet Movie Database

### Épisode 4:Like a Virgin
- États-Unis : 7 décembre 2007

...
- « Like a Virgin » (présentation de l'œuvre), sur l'Internet Movie Database

### Épisode 5:Naked in the Dark
- États-Unis : 21 décembre 2007

...
- « Naked in the Dark » (présentation de l'œuvre), sur l'Internet Movie Database